# 高速上行分组接入
高速上行分组接入（High Speed Uplink Packet Access，縮寫）是一种移动通信协议，它是因HSDPA上傳速度不足（只有384Kb/s）不足而開發的，亦稱為3.75G，其在一個5MHz載波上的傳輸速率可達10-15 Mbit/s（如採用MIMO技術，則可達28 Mbit/s）、上傳速度達 5.76Mb/s（使用3GPP Rel7技術，更達11.5 Mbit/s），令需要大量上傳頻寬的功能如雙向視訊直播或VoIP得以順利實現，所以具體上都比3.5G好。各電訊營運商亦表示在2007年末至2008年間會開通該服務。

## 版本
HSUPA 有多个不同的版本，定义了不同的数据速度。
| HSUPA Category         | Max Uplink Speed |
| ---------------------- | ---------------- |
| Category 1             | 0.73 Mbit/s      |
| Category 2             | 1.46 Mbit/s      |
| Category 3             | 1.46 Mbit/s      |
| Category 4             | 2.93 Mbit/s      |
| Category 5             | 2.00 Mbit/s      |
| Category 6             | 5.76 Mbit/s      |
| Category 7 (3GPP Rel7) | 11.5 Mbit/s      |

## HSUPA网络
目前已经或计划使用HSUPA网络的国家和地区：
- 中国大陸
  - 中国联通
- 香港
  - 3
- 澳门
  - 3
  - CTM
- 台湾
  - 中华电信
  - 台灣大哥大
  - 遠傳電信